# Hipocratismo digital
Na área da saúde, o hipocratismo digital ou baqueteamento digital é um sinal caracterizado pelo aumento (hipertrofia) das falanges distais dos dedos e unhas da mão que está associada a diversas doenças, a maioria cardíacas e pulmonares. Também pode ocorrer sua forma idiopática. Provavelmente Hipócrates foi a primeira pessoa a documentar estas alterações das unhas, relacionando-as com doenças, por este motivo o sinal recebeu seu nome em homenagem.
É mais comum em síndromes pulmonares e significa um aumento do ângulo formado entre as falanges média e distal dos dedos. Tomando assim uma conformação alargada em sua extremidade se assemelhando a uma baqueta de tambor. Sua fisiopatologia, entretanto, não está clara, embora se pense que possa estar relacionada ao fator de crescimento derivado das plaquetas. Plaquetas se acumulariam nas extremidades dos membros em algumas situações ligadas à hipóxia crônica.
É caracterizado por uma hipertrofia das falanges distais dos quirodáctilos associada a um aumento da convexidade do leito ungueal (unhas em vidro de relógio). Pode ser decorrente das diversas doenças já citadas mas pode também ser apenas um traço familiar. A melhor maneira de se definir se uma pessoa tem ou não baqueteamento digital é pedi-la que faça a aposição das faces dorsais das falanges distais dos quirodáctilos em questão (direito e esquerdo). Nas pessoas normais, nota-se uma pequena figura de losango ou diamante, logo acima das unhas, pela qual passa a luz. Esta figura simplesmente não existe quando há o baqueteamento.

## Classificação
É classificado em cinco estágios:

Baqueteamento do dedo. A linha vermelha exemplifica o contorno de uma unha baqueteada.

- Grau I - aumento e flutuação do leito ungueal;
- Grau II - perda do ângulo natural de 15° entre a unha e a cutícula;
- Grau III - acentuação da convexidade do leito ungueal;
- Grau IV - aparência de baqueta da extremidade digital;
- Grau V - aumento da extremidade com espessamento da falange distal e estriações longitudinais na unha.[1]

## Fisiopatologia
Apesar do hipocratismo digital ser um sinal amplamente reconhecido em muitas doenças, o mecanismo fisiológico que realmente o causa ainda não é bem conhecido. O conhecimento atual é de que estas doenças causam vasodilatação na circulação distal que leva a hipertrofia do tecido do leito ungueal (da unha), e consequentemente leva ao formato típico.
Outros fatores que parecem estar associados são os efeitos locais de fatores de crescimento que são geralmente sequestrados no leito capilar pulmonar.

## Associação com doenças
Embora muitas doenças sejam associadas com o hipocratismo digital (particularmente doenças pulmonares), os relatos não são totalmente confiáveis. Desta forma, não há evidências conclusivas destas associações.

### Hipocratismo digital isolado
O hipocratismo digital pode estar associado com:
- Doenças pulmonares:
  - Câncer de pulmão, principalmente de grandes células (35% dos casos), não sendo observado frequentemente em câncer de pulmão de pequenas células[2]
  - Doença pulmonar intersticial
  - Tuberculose
  - Bronquiectasia
  - Doença pulmonar supurativa: Abscesso pulmonar, empiema
  - Fibrose cística
  - Hipertensão pulmonar
  - Mesotelioma
  - Vale citar que o hipocratismo digital não está associado com doença pulmonar obstrutiva crônica (DPOC). De fato, a presença de hipocratismo digital em um paciente com DPOC deve chamar a atenção para uma busca de um câncer pulmonar.
- Doenças cardíacas:
  - Qualquer doença que apresente hipóxia crônica
  - Doença cardíaca cianótica congênita (a causa cardíaca mais comum)
  - Endocardite
  - Mixoma atrial (tumor benigno)
- Outras:
  - AIDS/HIV
  - Doença de Crohn e colite ulcerativa
  - Hipertireoidismo[3]
  - Cirrose, especialmente na cirrose biliar primária[4]
  - Outras doenças do fígado (na "síndrome hepatopulmonar", uma complicação da cirrose)[5]
  - Malabsorção
  - Hipocratismo digital racial e familial
  - Anomalias vasculares do braço afetado (em hipocratismo digital unilateral)

### Hipocratismo digital associado a outros sintomas

#### OAPH

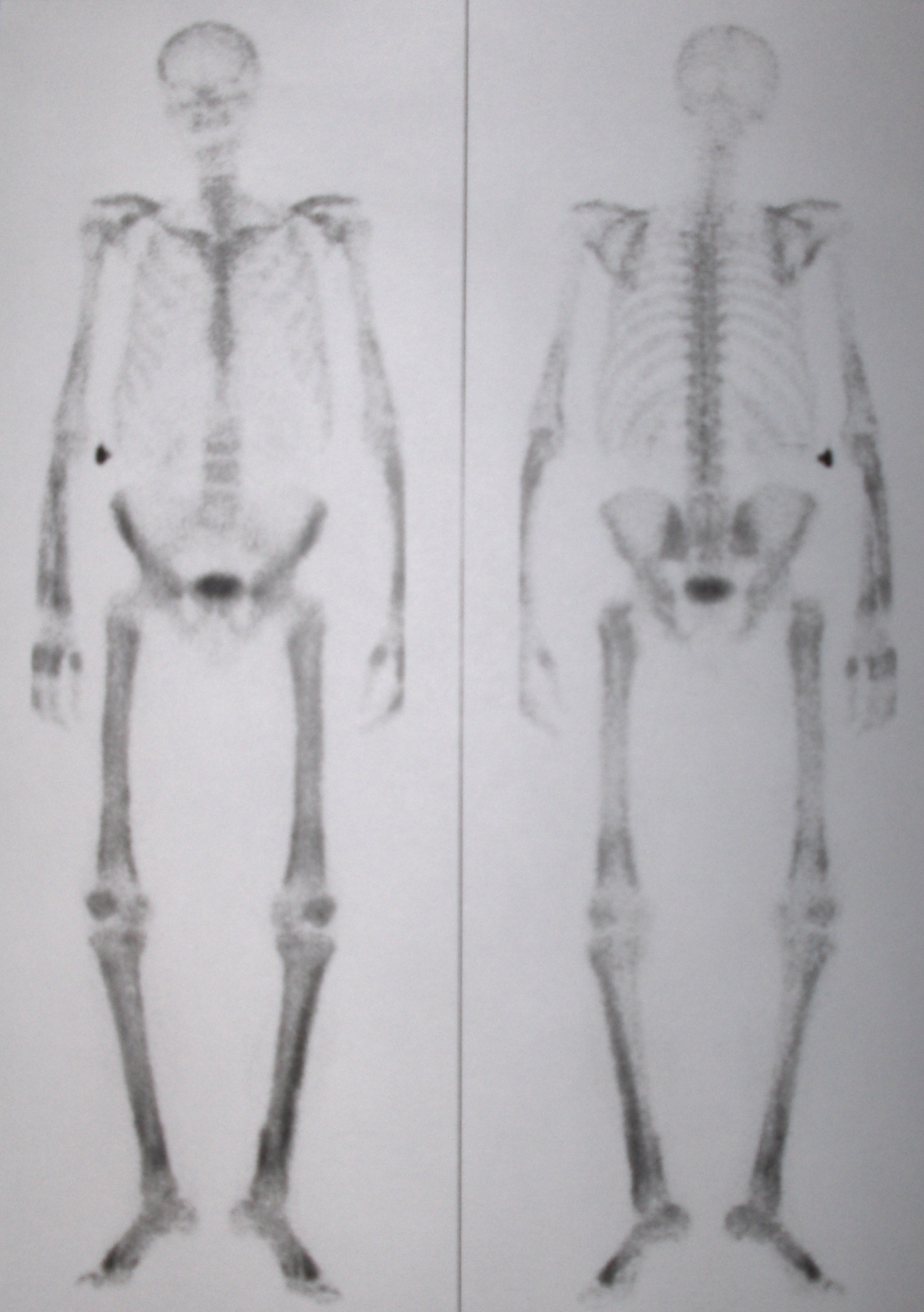
Cintilografia óssea de um paciente com síndrome de Marie-Bamberger

Uma forma especial de hipocratismo digital é a osteoartropatia pulmonar hipertrófica, conhecida no continente Europeu como síndrome de Pierre Marie-Bamberger. (Em cães esta condição é conhecida como osteopatia hipertrófica.) Esta é uma combinação de hipocratismo digital e engrossamento do periósteo (tecido conjuntivo que cobre os ossos), sendo frequentemente diagnosticada como artrite. Está associada quase exclusivamente com o câncer de pulmão.

#### OAH Primária
Osteoartropatia hipertrófica primária é a OAPH sem a presença de sinais de de doença pulmonar. Esta forma possui um componente hereditário, embora anormalidades cardíacas sutis possam às vezes ser encontradas. É conhecida na Europa como a síndrome de Touraine-Solente-Golé.